# Amaurobioides litoralis
Amaurobioides litoralis is een spinnensoort in de taxonomische indeling van de buisspinnen (Anyphaenidae).
Het dier behoort tot het geslacht Amaurobioides. De wetenschappelijke naam van de soort werd voor het eerst geldig gepubliceerd in 1949 door Vernon Victor Hickman.